# Ar (Buchstabe)

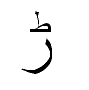
Der Buchstabe in isolierter Form

Ar ist ein arabischer Buchstabe, der Bestandteil des erweiterten arabischen Alphabetes des Urdu ist. Er ist abgeleitet vom arabischen Buchstaben Rā' (ر) durch die Hinzufügung eines hochgestellten Ṭā' (ط).
Der Lautwert in Urdu ist ein stimmhafter retroflexer Flap (IPA: [ɽ]). Der Buchstabe gehört somit zu den drei retroflexen Konsonanten in Urdu, die im Arabischen nicht existieren und daher dem ursprünglichen arabischen Alphabet hinzugefügt wurden.
| Unicode Codepoint | U+0691             |
| Unicode-Name      | Arabic letter RReh |